# Никулина, Александра Георгиевна
Александра Георгиевна Никулина (1915 — ?) — звеньевая виноградарского совхоза имени Молотова Министерства пищевой промышленности СССР, Анапский район Краснодарского края. Герой Социалистического Труда (26 сентября 1950).

## Биография
Родилась в 1915 году в станице Гостагаевской Таманского отдела Кубанской области, ныне Анапского района Краснодарского края. Русская.
С 1936 года Александра Георгиевна трудилась рабочей виноградарской бригады совхоза имени Молотова Анапского района. Совхоз имени Молотова, Анапского района, Краснодарского края, самый крупный виноградарский совхоз в нашей стране. В нем механизированы все трудоёмкие работы по уходу за виноградными насаждениями.
Виноградники совхоза не орошаются, не укрываются на зиму. Ведущими сортами являются Рислинг (занимает 72 процента всей площади), Пино чёрный, Каберне, Алиготе, Шардоне, Мускаты белый и розовый, Траминер. Все виноградные кусты обеспечены опорой в виде одно-, а на участках с сильным ростом кустов - двухплоскостной шпалеры.
После освобождения Кубани от немецко-фашистских захватчиков Александра Георгиевна участвовала в восстановлении полностью разрушенного в период оккупации совхозного хозяйства. 
Позже возглавила звено, которое по итогам работы в 1949 году получило урожай винограда 93,4 центнера с гектара на площади 5 гектаров.
Указом Президиума Верховного Совета СССР от 26 сентября 1950 года за получение высоких урожаев винограда в 1949 году Никулиной Александре Георгиевне присвоено звание Героя Социалистического Труда с вручением ордена Ленина и золотой медали «Серп и Молот».
Этим же указом ещё 19 тружеников совхоза имени Молотова были удостоены высокого звания, в том числе и директор П. В. Яворский.
В последующие годы её звено продолжало собирать высокие урожаи солнечной ягоды в совхозе, переименованном в 1957 году в совхоз имени Ленина.
Проживала в родной станице Гостагаевской. Сведений о дальнейшей её судьбе нет.

## Награды
- Медаль «Серп и Молот» (26.09.1950);
- Орден Ленина (26.09.1950).
- Орден Трудового Красного Знамени (03.11.1953)
- Медаль «За трудовую доблесть»(23.08.1952)
- Медаль «В ознаменование 100-летия со дня рождения Владимира Ильича Ленина» (6 апреля 1970)
- Медаль «Ветеран труда»
- медалями ВСХВ и ВДНХ
- Нагрудный знак «Лучший садовод и виноградарь»
- и другими
- Отмечена грамотами и дипломами.

## Память

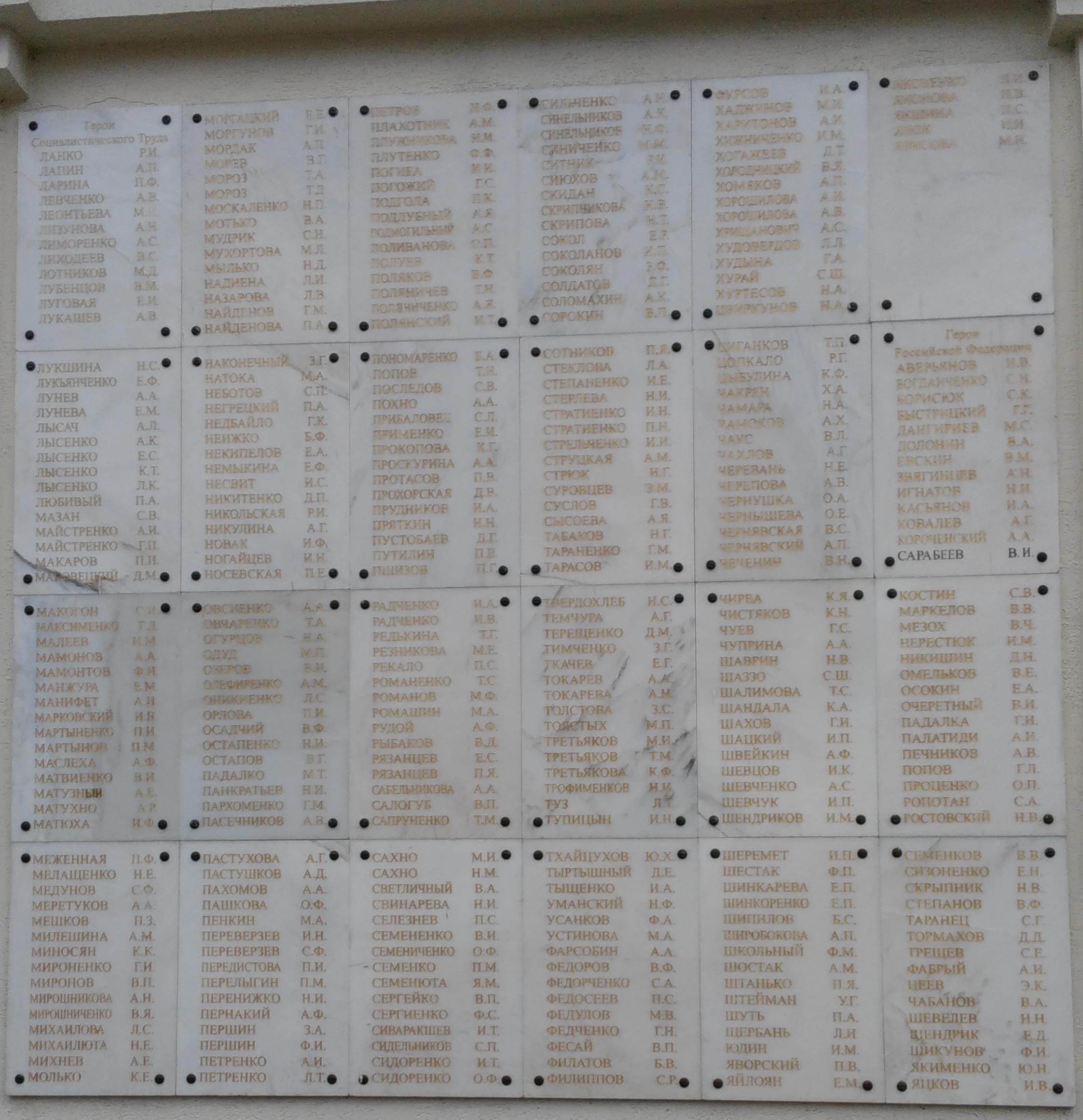
Мемориальная доска с именами Героев Социалистического Труда Кубани и Адыгеи. Краснодар 2017

- На могиле установлен надгробный памятник.
- Имя Героя золотыми буквами вписано на мемориальной доске в Краснодаре.